# Bellac
Bellac település Franciaországban, Haute-Vienne megyében. Lakosainak száma 3569 fő (2022. január 1.). Bellac Peyrat-de-Bellac, Blond, Berneuil, Blanzac és Saint-Junien-les-Combes községekkel határos.

## Népesség
A település népességének változása:
| Lakosok száma | 4164 | 4107 | 4152 | 3808 | 3652 | 3639 | 3619 | 3596 | 3569 |
|               | 2013 | 2015 | 2016 | 2017 | 2018 | 2019 | 2020 | 2021 | 2022 |